# Carl Matthias Aloys Pietz

Carl Matthias Aloys Pietz

Carl Matthias Aloys Pietz (* 16. Januar 1849 in Siegen; † 6. Oktober 1881 in Steele (Essen)) war ein deutscher Politiker. Er war Bürgermeister der Stadt Steele, die 1929 zur Stadt Essen eingemeindet wurde.

## Leben
Carl Matthias Aloys Pietz wurde als Sohn eines Gerichtssekretärs geboren. Er besuchte das Gymnasium Petrinum Brilon in Brilon, wo er das Abitur erwarb.
1867 schlug er den Weg zur Verwaltungslaufbahn ein. Im Deutsch-Französischen Krieg 1870/1871 nahm er als Leutnant der Reserve teil. Danach war er Kreissekretär in Melsungen und Fritzlar sowie zuletzt in Ziegenhain bei Schwalmstadt.
Am 14. Oktober 1880 wurde Pietz zum Bürgermeister der Stadt Seele gewählt und durch den hauptamtlichen Landrat des Kreises Essen, Joseph Anton Friedrich August von Hövel, in das Amt eingeführt.
Carl Matthias Aloys Pietz starb nach einjähriger Amtszeit an einem Lungenleiden.